# Józef Kallenbach

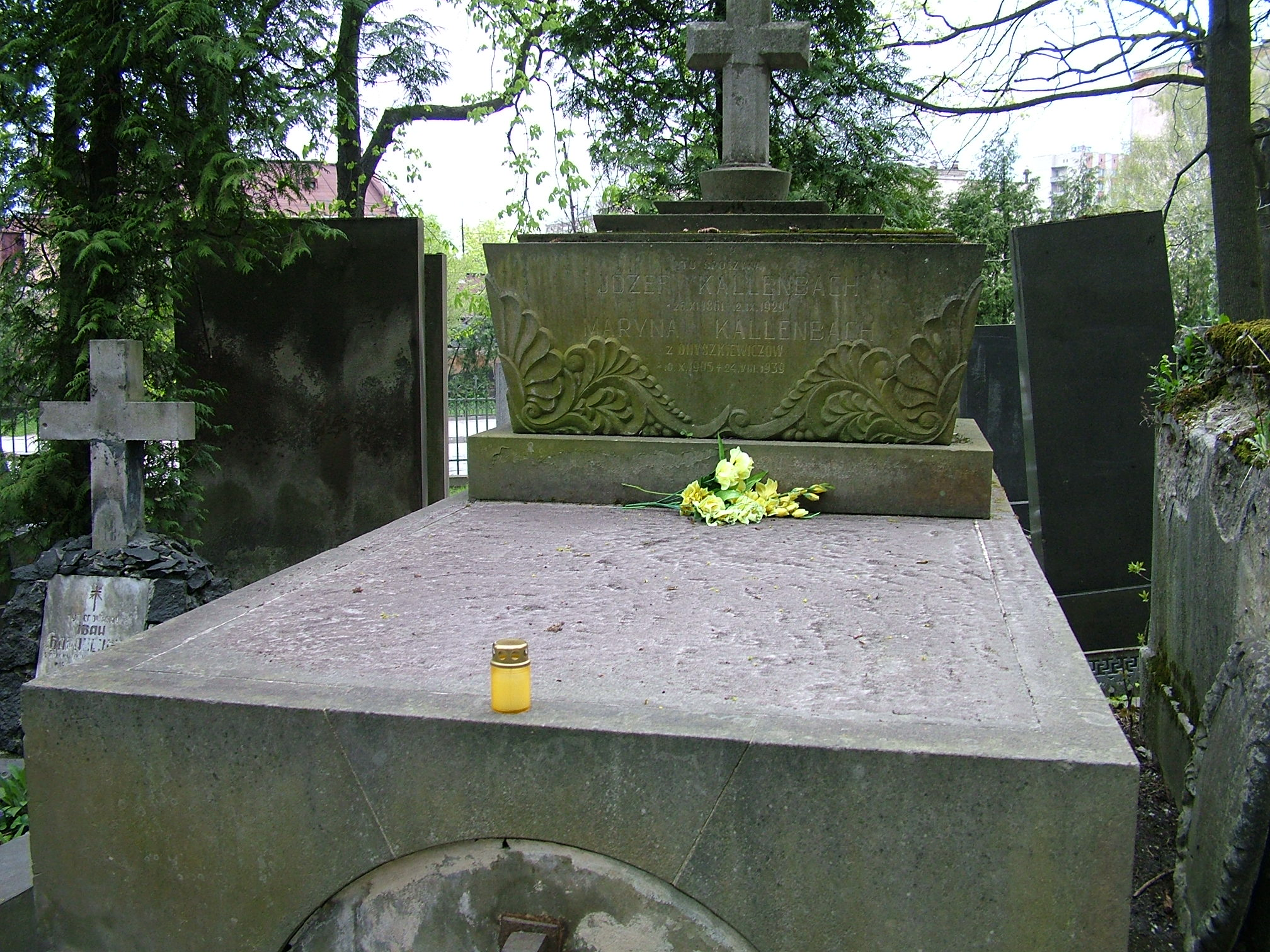
Grób Kallenbachów na cmentarzu Łyczakowskim we Lwowie

Józef Henryk Kallenbach (ur. 12 listopada?/24 listopada 1861 w Kamieńcu Podolskim, zm. 12 września 1929 w Krakowie) – polski historyk literatury polskiej, wydawca, profesor, rektor Uniwersytetu Jagiellońskiego.

## Życiorys
Syn Henryka (1822–1890), księgarza i wydawcy, oraz Julii z Seemannów. W rodzinnym Kamieńcu był częstym gościem w dworku dr. Antoniego Rollego, którego opowieści o dziejach Podola zaraziły go miłością do kultury polskiej. Nauki początkowe pobierał w domu. W 1880 zdał z wyróżnieniem egzamin dojrzałości w C. K. IV Gimnazjum we Lwowie. Ukończył studia na Wydziale Filozoficznym Uniwersytetu Jagiellońskiego w Krakowie, uzyskując w 1884 stopień doktora filozofii na podstawie rozprawy „Odprawa posłów greckich” Jana Kochanowskiego, jej wzory i geneza. Dzięki stypendium rządowemu dalsze studia odbywał za granicą, w Lipsku, Monachium i Paryżu, po czym w 1887 został docentem na Uniwersytecie Jagiellońskim. Od 1889 wykładał jako profesor nadzwyczajny, następnie profesor zwyczajny na szwajcarskim Uniwersytecie we Fryburgu, później był profesorem historii literatury polskiej Uniwersytetu Warszawskiego, Uniwersytetu Wileńskiego, od 1904 Uniwersytetu Lwowskiego, od 1920 Uniwersytetu Jagiellońskiego, gdzie był rektorem w latach 1928–1929. Wykładał literaturę polską przedrozbiorową i romantyzm. W okresie lwowskim Kallenbach badał przede wszystkim twórczość Mickiewicza i Krasińskiego, zajął się też Słowackim. Jego prace dotyczące literatury staropolskiej są cennym źródłem historycznym. W latach 1886–1889 pracował w Bibliotece Akademii Umiejętności w Krakowie. 
Był członkiem korespondentem Towarzystwa Muzeum Narodowego Polskiego w Rapperswilu od 1893 roku, członkiem Akademii Umiejętności od 1906, członkiem poznańskiego Towarzystwa Naukowego, członkiem czynnym warszawskiego Towarzystwa Naukowego, członkiem zamiejscowym Towarzystwa Naukowego we Lwowie. Pełnił funkcję prezesa Towarzystwa Nauczycieli Szkół Wyższych we Lwowie. W latach 1905-1910 był prezesem Polskiego Towarzystwa Ludoznawczego. W Warszawie był dyrektorem Biblioteki Ordynacji Krasińskich. Sprawował stanowisko dyrektora Muzeum i Biblioteki Czartoryskich w Krakowie. Ponadto należał do kuratorium biblioteki w Kórniku, prezesem komitetu sprowadzenia zwłok Juliusza Słowackiego do Polski.
24 kwietnia 1929 Uniwersytet Poznański przyznał mu tytuł doktora honoris causa.
Zamieszkiwał przy ulicy Łobzowskiej 4 w Krakowie. Zmarł na serce 12 września 1929 w Krakowie. Pochowany 14 września 1929 na Cmentarzu Rakowickim w Krakowie (kwatera Bb). Później szczątki przeniesiono na Cmentarz Łyczakowski we Lwowie (wobec niemożliwości powrotu do Kamieńca uważał Lwów, z którym był przez całe życie związany, za swoje miasto rodzinne). Grobowiec wykonał rzeźbiarz Witold Wincenty Rawski.

### Małżeństwo i dzieci
19 lipca 1893 we Fryburgu poślubił Szwajcarkę, Franciszkę Stefanię Pittet (ur. 30 kwietnia 1871 we Fryburgu, zm. 31 marca 1956 w Brwinowie). Małżonkowie mieli syna Zygmunta – prawnika i działacza społecznego.

## Wybrane publikacje
- Adam Mickiewicz (dwa tomy)[10][11]
- Zygmunt Krasiński – życie i twórczość lat młodych[12][13]

## Ordery i odznaczenia
- Krzyż Komandorski Orderu Odrodzenia Polski (7 listopada 1925)[14]
- Krzyż Oficerski Orderu Legii Honorowej (Francja)
- Krzyż Pro Ecclesia et Pontifice (Watykan)